# Arboretum Peavy

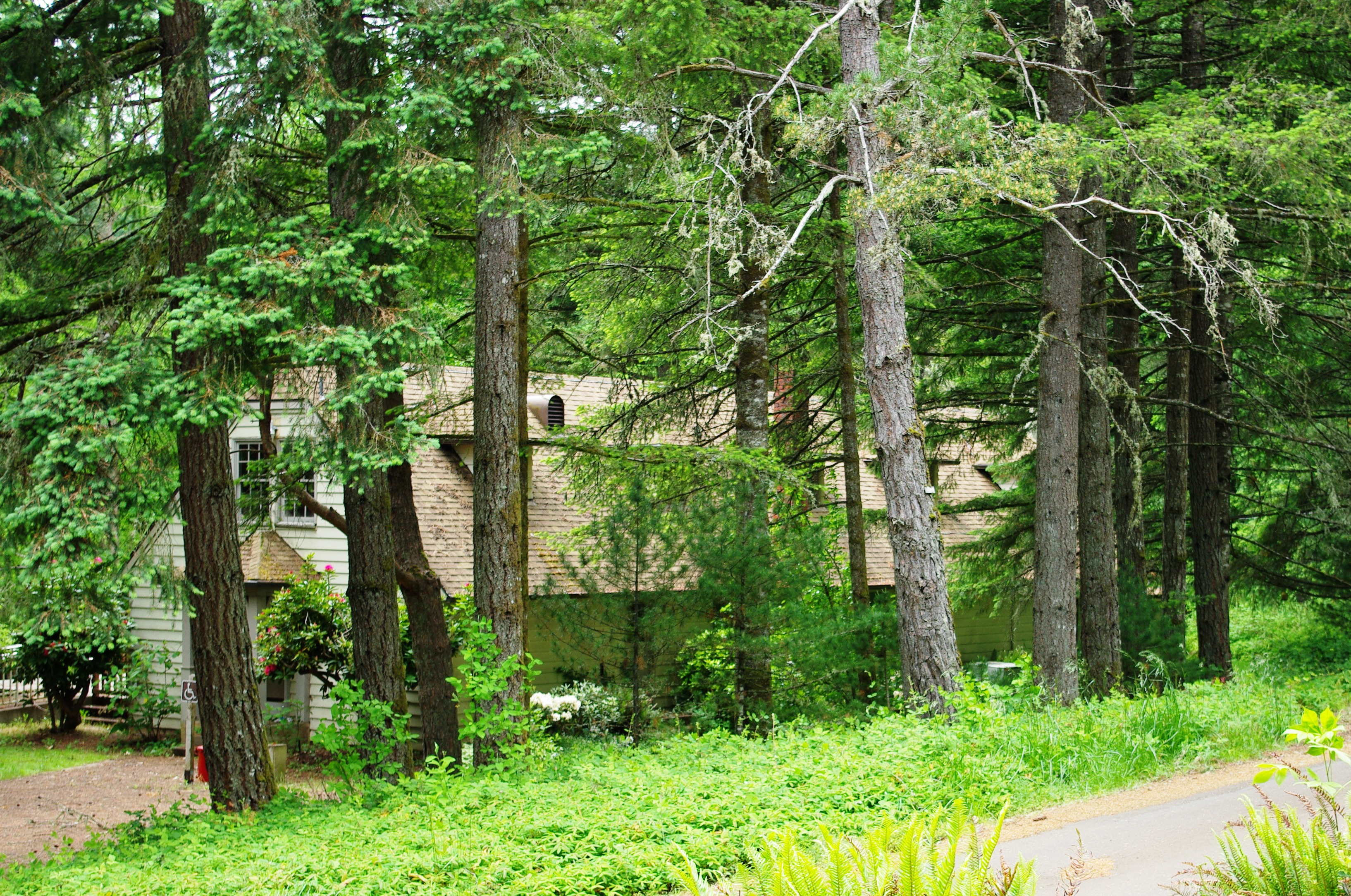
Peavy Arboretum

Peavy Arboretum o Arboretum Peavy es un arboretum de 40 acres o 16,19 ha o 161.874,27 m². 
Es administrado por la Universidad Estatal de Oregón (OSU) y situado en la carretera Arboretum Road, Corvallis, valle de Willamette en Oregón; cerca del Campus de la OSU. Se encuentra abierto al público diariamente sin cargo alguno. 
El Peavy Arboretum  fue nombrado, para ser dedicado, como el decano Peavy de la Escuela de silvicultura (ahora universidad), en enero de 1926.
Desde esa fecha fue administrado como un campamento de una Corporación Conservacionista Civil (CCC) de 1933-1942, y nuevamente puesto bajo la administración del Colegio de Administración de recursos Forestales (College of Forestry management) En 1964. Mientras el CCC estuvo funcionando, plantaron árboles, incrementaron los viveros, construyeron el Cronemiller Lake, e hicieron cortafuegos y senderos.
El mantenimiento del Arboretum es financiado enteramente por la "Universidad de la Silvicultura" de los réditos derivados de la venta de la madera por los bosques de la universidad.
Actualmente el arboretum incluye una gran variedad de plantas leñosas tanto nativas como exóticas.
Lista de especies encontradas en este arboretum: 
- Abies

A. alba, A. bracteata, A. cephalonica, A. cilicica, A. concolor, A. grandis, A. lasiocarpa, A. magnifica, A., A. pinsapo, A. procera,
- Acer

A. grosseri , A. macrophyllum, A. platanoides, A. saccharum,
- Aesculus sp.,
- Alnus:

A. incana, A. japonica, A. rhombifolia, A. rubra,
- Amelanchier alnifolia,
- Arbutus menziesii,
- Arctostaphylos patula,
- Baccharis pilularis,
- Berberis:

B. aquifolium, B. nervosa,
- Betula:

B. occidentalis, B. pendula,
- Calocedrus decurrens,
- Carpinus caroliniana,
- Castanea dentata,
- Cercidiphyllum japonicum,
- Cedrus:

C. deodara, C. libani,
- Cercocarpus:

Cercocarpus betuloides, Cercocarpus montanus,
- Chamaecyparis:

Chamaecyparis lawsoniana, Chamaecyparis nootkatensis, Chamaecyparis obtuse,
- Comas nuttalii,
- Cornus:

Cornus florida, Cornus stolonifera var. occidentalis,
- Corylus:

Corylus avellana, Corylus colurna, Corylus cornuta var. California,
- Crataegus douglasii,
- Cupressus

C. arizonica, C. bakeri, C. , C. macrocarpa, C. sargentiana, C. sempervirens,
- Forsythia, sp.
- Fraxinus latifolia,
- Garrya elliptica,
- Gaultheria shallon,
- Holodiscus discolor,
- Hypericum sp.,
- Ilex aquifolium,
- Juglans nigra,
- Juniperus

J. occidentalis, J. rigida, J. virginiana,
- Larix

L. dahurica, L. occidentalis,
- Ligustrum,
- Lonicera,
- Malus,
- Metasequoia glyptostroboides,
- Myrica:

M. californica, M. pennsylvanica,
- Oemleria cerasiformis,
- Ostrya carpinifolia,
- Physocarpus capitatus,
- Picea:

P. engelmannii, P. glauca, P. pungens, P. sitchensis,
- Pinus - Pinus sp.:

P. aristata, P. attenu radiate, P. attenuate, P. backsiana, P., P. contorta var. latifolia, P. coulteri, Pinus densiflora, P. enchinata, Pinus jeffreyi, Pinus jeffreyi var. coulteri, P. monticola, P. muricata, P. nigra, P. peuce, P. pinaster, P. ponderosa, P. resinosa, P. sabiniana, P. strobes, P. sylvestris, P. thunbergii,
- Populus:

P. alba, P. deltoids, P. trichocarpa,
- Prunus

P. americana, P. emarginata, P. serotina, P. virginiana,
- Pseudotsuga:

P. menziesii, P. menziesii var. glauca,
- Pyrus:

P. communis, P. fusca, P. malus,
- Quercus:

Q. chrysolepis, Q. garryana, Q. kelloggii, Q. velutina,
- Rhamnus purshiana,
- Rhododendron
- R. macrophyllum,
- Rhus diversiloba,
- Ribes lobbii,
- Robinia pseudoacaia,
- Rosa:

R. woodsii,
- Rubus:

R. discolor, R. laciniatus, R. parviflorus, R. ursinus,
- Salix,
- Sambucus cerulean,
- Sequoia sempervierens,
- Sequoiadendron giganteum,
- Sorbus aucuparia,
- Spiraea douglasii,
- Styrax japonica,
- Symphoricarpos albus,
- Taxus brevifolia,
- Thuja:

T. occidentalis, T. plicata,
- Torreya californica,
- Tsuga:

T. heterophylla, T. mertensiana,
- Ulmus pumila,
- Vaccinium:

V. ovatum, y V. parvifolium.

Todos los especímenes están localizados y claramente rotulados. 